# Präsidentenpalast (Litauen)

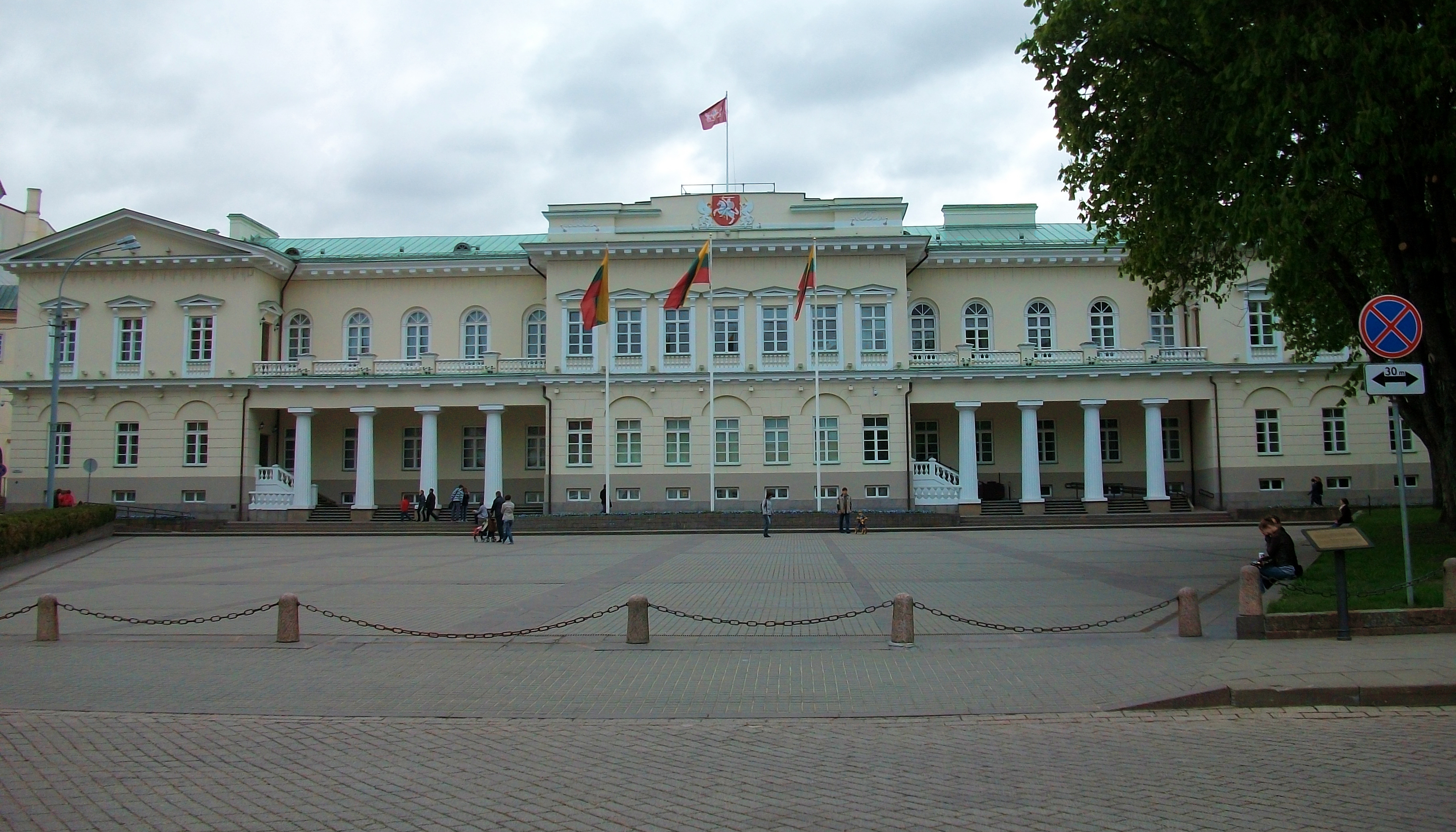
Präsidentenpalast

Der Präsidentenpalast (auch Präsidentur, litauisch Lietuvos Respublikos prezidentūra) steht im litauischen Vilnius auf dem Simonas-Daukantas-Platz gegenüber der Universität Vilnius.

## Geschichte

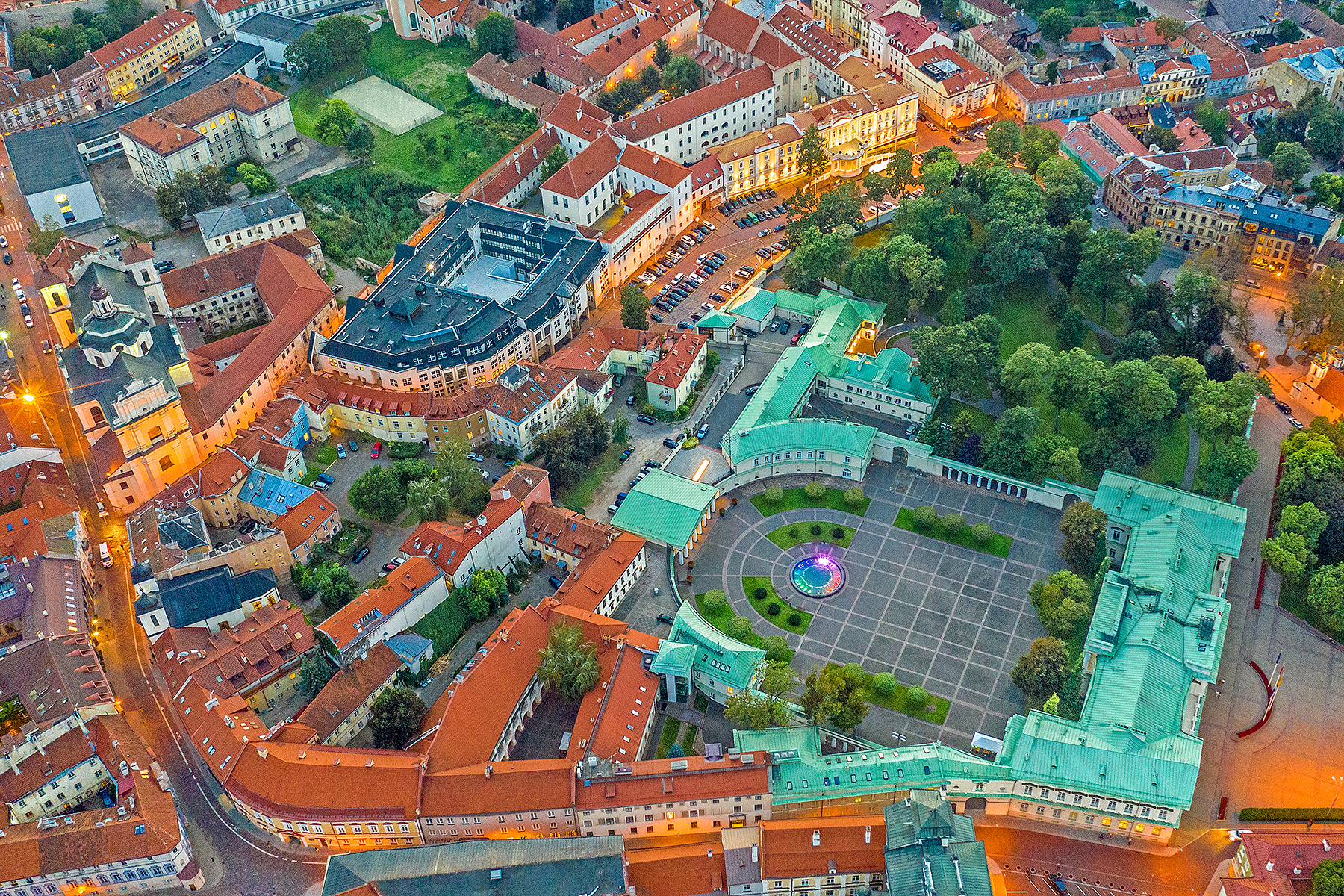
Luftaufnahme

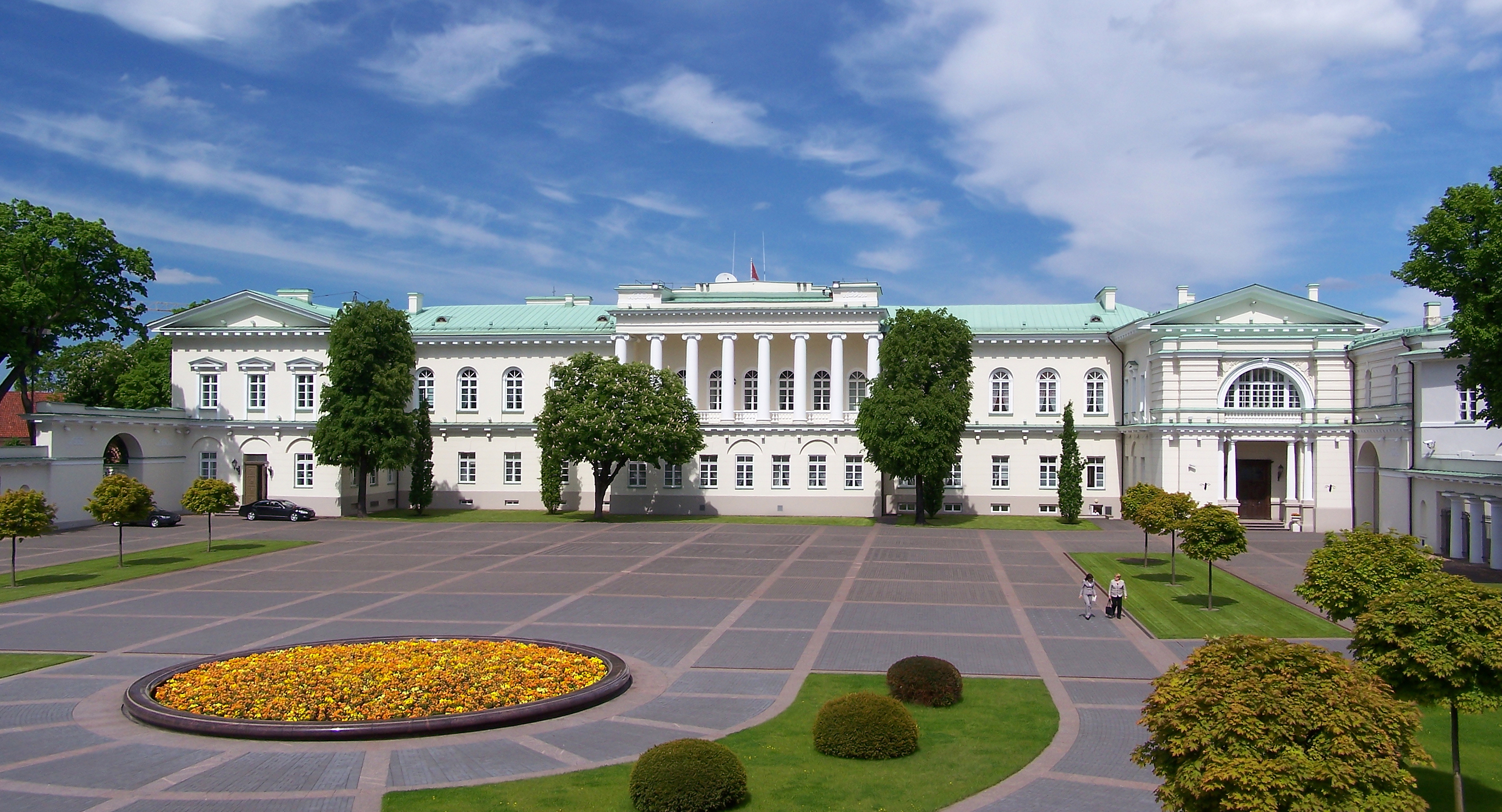
Innenhof

Das erste Gebäude wurde im 15. Jahrhundert an dieser Stelle errichtet. Ab dem 16. Jahrhundert befand sich die Residenz des Vilniusser Bischofs in dem Gebäude. Nach dem Tod von Albertas Goštautas, des Kanzlers von Litauen und Wojewoden von Vilnius,  verlegte man 1543 die Bischofsresidenz in den Palast des ehemaligen Kanzlers. Die Residenz verblieb dort bis 1794.
Später residierte der Vilniusser Generalgouverneur in dem Gebäude. Der Palast wurde von vielen Persönlichkeiten wie Zar Alexander I. oder Napoléon Bonaparte besucht. In der Zeit von 1824 bis 1832 wurde das Bauwerk nach einem Entwurf russischen Architekten Wassili Petrowitsch Stassow im Empirestil rekonstruiert. Seit 1993 residiert der litauische Präsident in dem Palast. 1997 wurde das Gebäude restauriert.